# THX

THX is de handelsnaam voor een high fidelity-geluidssysteemstandaard voor bioscopen, home cinema-systemen, computerluidsprekers, spelconsoles en autogeluidssystemen. THX werd ontwikkeld door Tomlinson Holman bij George Lucas' bedrijf Lucasfilm in 1982 om te garanderen dat het geluid in de derde Star Warsfilm, Return of the Jedi, optimaal is. Sindsdien is het systeem uitgegroeid tot een van de geluidsstandaarden in de filmdindustrie.
Het THX-systeem is geen opnametechnologie, en specificeert ook niet een specifiek opnameformaat. Alle geluidsformaten, of dat nu digitaal (Dolby Digital, SDDS) of analoog (Dolby SR, Ultra-Stereo) is, kunnen in THX afgespeeld worden. THX is meer een regelgeving waaraan het geluid van een film en een bioscoop dat THX-gecertificeerd is aan moet voldoen om zichzelf THX te noemen. Een THX-gecertificeerde bioscoop zorgt voor de juiste akoestiek door de juiste vloer en muren, en geperforeerde projectieschermen, zodat het geluid bijna precies klinkt zoals de geluidseditor het bedoeld had. De eerste THX-bioscoop had de University of Southern California, als onderdeel van de daar gevestigde filmschool. Tegenwoordig zijn er wereldwijd meer dan 15.000 van dit soort bioscopen, waarvan 14 in België en 5 in Nederland.
Volgens Tomlinson Holman is de naam THX gekozen omdat hij refereert aan zijn eigen naam en aan de film THX 1138 van George Lucas.
Razer nam THX over op 18 oktober 2016.